# Šen-nung-ťia (přírodní rezervace)
Šen-nung-ťia je státní přírodní rezervace v čínské provincii Chu-pej. Nachází se ve východní části hor Ta-pa-šan, v západní čtvrtině stejnojmenného lesního obvodu, rozkládá se na 90 000 ha. Rezervace patří do sítě biosférických rezervací UNESCO.
V rezervaci je 31 horských štítů převyšujících 2 500 m, nejvyšší – Šen-nung-teng je vysoký 3 105 m. Nejnižší místo rezervace leží pouze 480 m n. m. Spojením výškových rozdílů a klimatických vlivů – region je ovlivňován jihovýchodním oceánským monzunem, ale i vlnami chladného sibiřského vzduchu – vzniká značná rozmanitost klimatu, který zahrnuje subtropické, teplý mírné, mírné a chladné zóny.
Hlavním přírodním bohatstvím rezervace jsou původní lesní komplexy, jedny z největších zbývajících ve střední Číně. Žije v nich mnoho vzácných živočichů, včetně velemloka čínského, langura čínského, levharta obláčkového a medvěda ušatého. K dalším zde žicícím chráněným živočichům patří levhart skvrnitý a kočka Temminckova.
Rostlinné a živočišné druhy v oblasti jsou předmětem vědeckého výzkumu od roku 1922, vyhlášení státní přírodní rezervace schválila provinční vláda roku 1982 a státní rada ČLR potvrdila roku 1986. Pro svou jedinečnost byla rezervace v roce 2016 zařazena na Seznam světového dědictví UNESCO. Území zahrnuté do světového dědictví se skládá ze dvou jádrových zón – západní Šen-nung-ting o rozloze 62 851 ha a východní Lao-ťün-šan o rozloze 10 467 ha obklopených a spojených nárazníkovou zónou o 41 536 hektarech.